# Заболотье (Раменский городской округ)
Заболо́тье — деревня в Раменском муниципальном районе Московской области. Входит в состав сельского поселения Заболотьевское. Население — 1205 чел. (2010).

## Название
В 1760-х годах упоминается как деревня Заболотья, в 1852 году — Заболоты, на топографической карте 1879 года обозначена как Заболотье. Название связано с расположением деревни на северо-западной окраине левобережной поймы реки Москвы, в прошлом заболоченной.

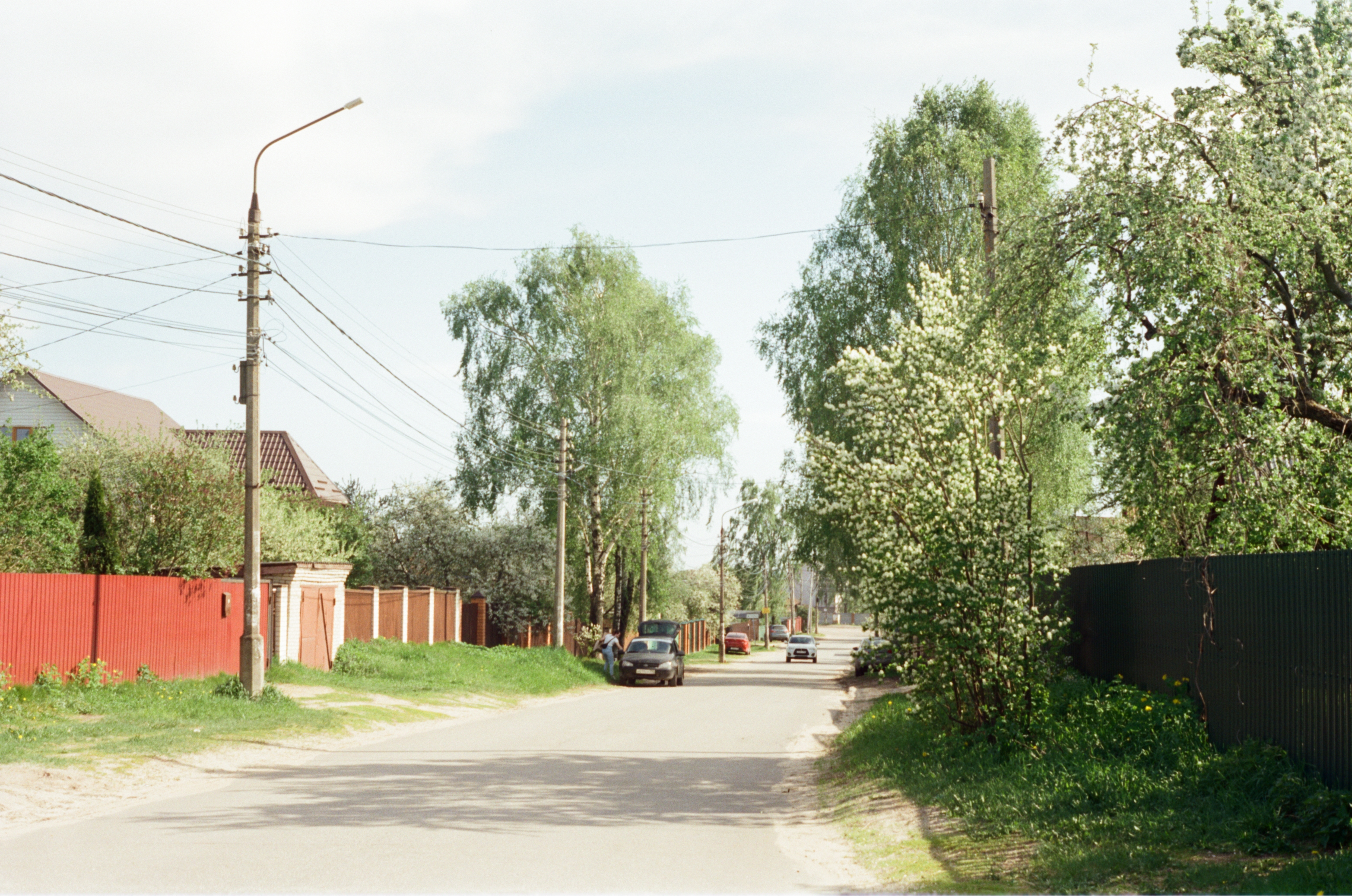
Заболотье, главная дорога (2021)

## География
Деревня Заболотье расположена в центральной части Раменского района, примерно в 1 км к югу от города Раменское. Высота над уровнем моря 119 м. В 1 км к юго-западу от деревни протекает река Москва. В деревне 10 улиц — Центральная, Ленинская, Песчаная, Прудовая, Советская, СПТУ-93, Ульяновская, Фрегатная, Центральная, переулок Ленинский, приписано СНТ Первомайка и ГСК Гидротехник. Ближайший населённый пункт — село Новое и деревня Первомайка. С 2024 года включает в себя коттеджный посёлок Заболотье вилладж, коттеджный посёлок Генеральские Дачи.

## История
В 1926 году деревня являлась центром Заболотьевского сельсовета Раменской волости Бронницкого уезда Московской губернии.
С 1929 года — населённый пункт в составе Раменского района Московского округа Московской области.
До муниципальной реформы 2006 года деревня входила в состав Заболотьевского сельского округа Раменского района.

## Население
| 1926 | 2002 | 2010  |
| ---- | ---- | ----- |
| 1010 | ↘880 | ↗1205 |

В 1926 году в деревне проживало 1010 человек (445 мужчин, 565 женщин), насчитывалось 117 хозяйств, из которых 109 было крестьянских. По переписи 2002 года — 880 человек (397 мужчин, 483 женщины).